# Eusarsiella sculpta
Eusarsiella sculpta is een mosselkreeftjessoort uit de familie van de Sarsiellidae. De wetenschappelijke naam van de soort is, als Sarsiella sculpta, voor het eerst geldig gepubliceerd in 1890 door Brady.